# Bernard-Pierre Verdier
Bernard-Pierre Verdier, francoski general, * 1875, † 1946.